# Bataille de La Rothière
 (mai 2025).
Motif : Article déséquilibré, non neutre, non sourcé, au style narratif inapproprié à une encyclopédie
 (mai 2025).
Si vous disposez d'ouvrages ou d'articles de référence ou si vous connaissez des sites web de qualité traitant du thème abordé ici, merci de compléter l'article en donnant les références utiles à sa vérifiabilité et en les liant à la section « Notes et références ».
Guerre de la Sixième Coalition
Batailles
Campagne de Russie (1812)
- Liste des batailles
- Mir
- Moguilev
- Ostrovno
- Vitebsk
- Kliastitsy
- Smolensk
- 1re Polotsk
- Valoutina Gora
- Moskova
- Moscou
- Winkowo
- 2e Polotsk
- Maloïaroslavets
- Gorodnia
- Czaśniki
- Viazma
- Smoliani
- Krasnoï
- Bérézina

Campagne d'Allemagne (1813)
- Dantzig
- Lunebourg
- Möckern
- Lützen
- Bautzen
- Reichenbach
- Haynau
- Luckau
- Hoyerswerda
- Lauenbourg
- Goldberg
- Gross Beeren
- Katzbach
- Dresde
- Kulm
- Dennewitz
- Peterswalde
- Liebertwolkwitz
- Leipzig
- Hanau
- Sehested
- Torgau
- Hambourg

Campagne de France (1814)
- Sainte-Croix-en-Plaine
- Besançon
- Mayence
- Metz
- Saint-Avold
- 1re Saint-Dizier
- Brienne
- La Rothière
- Campagne des Six-Jours (Champaubert
- Montmirail
- Château-Thierry
- Vauchamps)
- Mormant
- Montereau
- Bar-sur-Aube
- Saint-Julien
- Laubressel
- Berry-au-Bac
- Craonne
- Coutures
- Laon
- Soissons
- Mâcon
- Reims
- Saint-Georges-de-Reneins
- Limonest
- Arcis-sur-Aube
- Fère-Champenoise
- 2e Saint-Dizier
- Meaux
- Claye
- Villeparisis
- Paris

- Feistritz
- Caldiero (en)
- Trieste
- Mincio

- Hoogstraten (de)
- Anvers
- Berg-op-Zoom
- Courtrai

La bataille de La Rothière, également appelée bataille de Brienne par les Russes et les Allemands[réf. nécessaire], a eu lieu le 1er février 1814 entre une armée française dirigée par Napoléon, et une armée prussienne de 170 000 hommes commandée par Gebhard von Blücher.

## Contexte
Après la bataille de Leipzig, Napoléon Ier rentre en France avec une armée battue. L'Europe tout entière est à ses trousses : 700 000 Russes, Prussiens, Autrichiens, Suédois, Bavarois, Wurtembergois, Hollandais, Allemands, et même Suisses franchissent le Rhin et marchent sur Paris pendant qu'Anglais, Espagnols et Portugais franchissent les Pyrénées. Trois armées coalisées forment la menace principale sur le Rhin : 
- La Grande Armée de Schwarzenberg qui franchit le Rhin par la Suisse et marche sur Paris par Langres, Troyes et la rive gauche de la Seine.
- L'Armée de Silésie de Blücher qui franchit le Rhin à Mayence et marche sur Paris par la Lorraine, Reims et la rive droite de la Marne
- L'Armée de Suède de Bernadotte qui traverse le Rhin en Hollande et marche sur Paris par la Belgique, Laon et la rive gauche de l'Oise.

Face à ces troupes imposantes, Napoléon, qui commande ses troupes depuis Paris, ordonne le repli général. Les maréchaux Victor (à la tête 10 300 hommes), Marmont (17 100 hommes) et Ney (8 067 hommes) quittent respectivement Strasbourg, Mayence et Nancy pour rejoindre Châlons-sur-Marne. Le maréchal Mortier (9 154 hommes) est lui aussi contraint d'évacuer Langres et se replie sur Troyes. Enfin le maréchal Macdonald est prié d'abandonner ses positions entre Cologne et Nimègue pour gagner à marches forcées Châlons-sur-Marne où se rassemblent également 7 000 conscrits sous les ordres du général Gérard.
Le 25 janvier, Napoléon quitte Paris et vient prendre le commandement direct des troupes rassemblées à Châlons-sur-Marne (comprenant tous les corps, à l'exception de celui de Macdonald qui n'est pas encore arrivé). Le 25, il donne une nouvelle organisation à son armée. Le 26, il fait un mouvement en avant sur Vitry-le-François où il rejoint Ney et Victor qui formaient l'arrière-garde de l'armée française. Ce mouvement met fin à un mois de repli continu sans combats d'envergure et marque le véritable début de la campagne de France.
Le 27 janvier, Napoléon attaque l'armée de Blücher à Saint-Dizier, mais ce dernier, au lieu de livrer bataille, opère un mouvement au sud-est en direction de Brienne. Contrairement au plan de Napoléon, le Prussien a préféré refuser la bataille et abandonner sa ligne de communication avec ses renforts venus de Mayence, afin de faire sa jonction avec la Grande Armée de Schwarzenberg qui se trouvait au même moment à Bar-sur-Aube. La première manœuvre de Napoléon est donc un échec car il pensait pouvoir maintenir les deux armées ennemies séparées. Les 28 et 29 janvier, Napoléon décide donc de regrouper son armée sur Troyes afin de se placer face aux deux armées coalisées réunies. Il quitte Saint-Dizier et marche sur Brienne où il livre bataille le 29 janvier contre une partie des troupes de Blücher qui se replie sur Bar-sur-Aube. Dans sa marche de Saint-Dizier vers Brienne, Napoléon a envoyé le corps de Marmont sur Joinville afin d'y fixer les troupes bavaroises du général Wrede et éviter de se faire prendre sur son flanc est.
Ainsi le 30 janvier, Napoléon se trouve à Brienne avec les troupes de Victor et de Ney ainsi que celles de Gérard. Mais il ne peut continuer sa marche sur Troyes car le pont de Lesmont a été détruit et de plus Marmont est toujours à Joinville. Un repli de l'armée principale conduirait à la perte de ce corps détaché. Napoléon décide donc de prendre une position défensive en avant de Brienne pour gagner le temps nécessaire à la reconstruction du pont de Lesmont et à la jonction des troupes de Marmont.
Pendant ce temps, au quartier général des forces coalisées à Bar-sur-Aube, le commandant en chef des troupes coalisées, Schwarzenberg, hésite sur la marche à suivre. Il pense que Napoléon comme à son habitude cherche une bataille générale. L'Autrichien est prêt à la lui donner mais il préfère se replier pour se battre à Langres afin de rallier toutes ses troupes de l'arrière. Blücher, soutenu discrètement par le tsar Alexandre Ier et le Roi de Prusse Frédéric-Guillaume III, veut au contraire prendre l'offensive au plus vite et bousculer la faible armée de Napoléon avant que celui-ci ne rallie davantage de troupes. Schwarzenberg finit par céder et laisse le commandement de la bataille à Blücher.

## Les plans et forces en présence

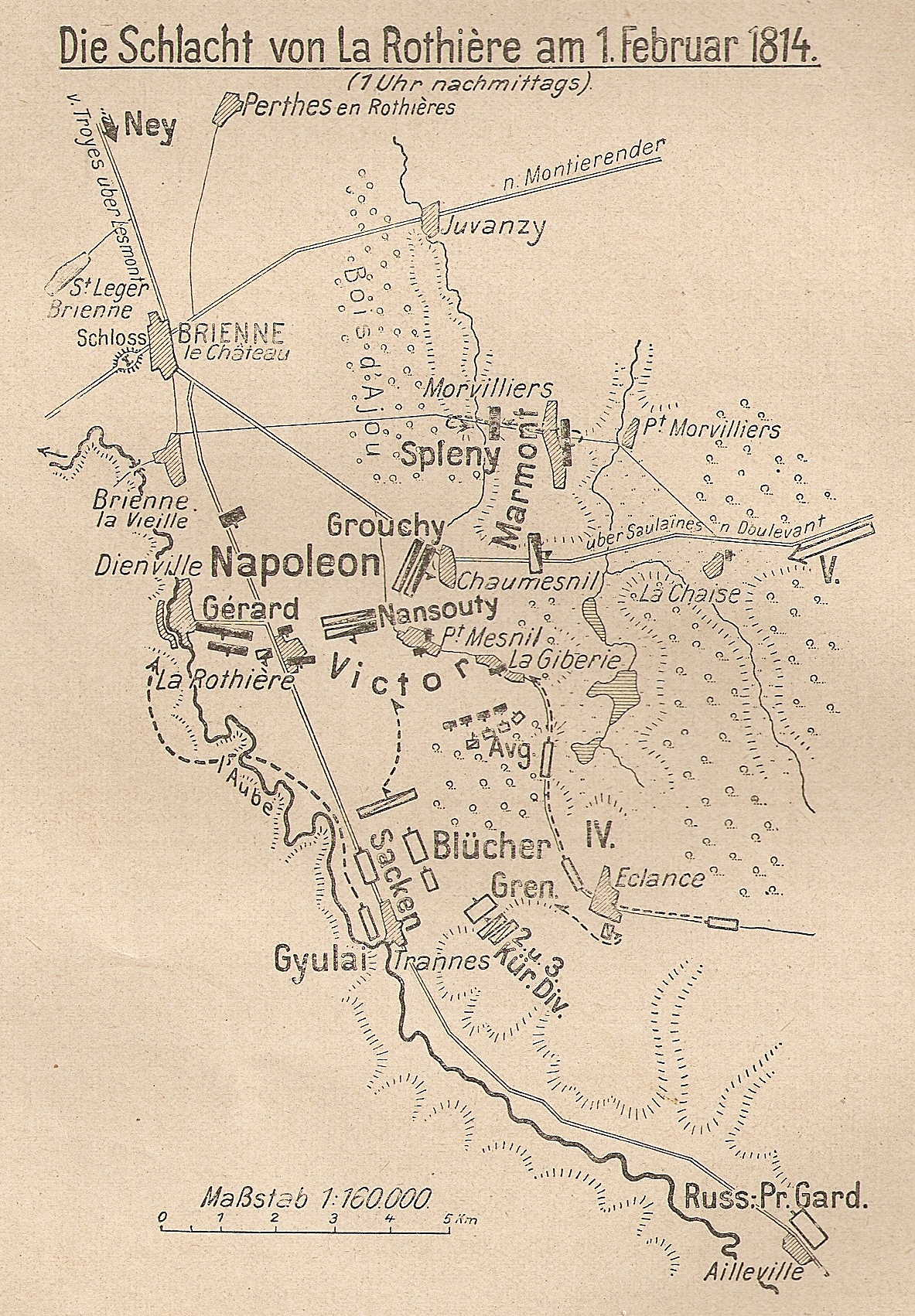
Bataille de La Rothière.

### L'armée française
Commandant en chef : Napoléon Bonaparte
Aile droite : Général Étienne Maurice Gérard. Avec la division de cavalerie Picquet (640) au bord de la rive droite de l'Aube au niveau de La Rothière, la division d'infanterie Dufour (3 400) à l'ouest de La Rothière et la division d'infanterie Ricard (3 500) en réserve derrière Dufour.
Centre : Maréchal Victor, Duc de Bellune. Avec la division d'infanterie Duhesme (4 000) dans le village de La Rothière, la cavalerie du général Milhaud composée des divisions Hippolyte Marie Guillaume de Rosnyvinen, comte de Piré (870), André Louis Élisabeth Marie Briche (1 250) et Lhéritier (1 000) en ligne entre La Rothière et Petit-Mesnil et une seconde division d'infanterie (1 900) occupant La Gibrie, Petit-Mesnil et Chaumesnil. En réserve du centre, la cavalerie du Général Étienne Marie Antoine Champion Nansouty formée des 3 divisions Desnouettes (850), Colbert (880) et Guyot (750) se trouve en arrière de La Rothière.
Aile gauche : Maréchal Marmont, Duc de Raguse. Le corps de Marmont, composé de la division d'infanterie Lagrange (4 600) et celle de cavalerie de Jean-Pierre Doumerc (1 800), est en marche depuis Montier-en-Der en direction de Morvilliers. Et est poursuivi depuis deux jours par les troupes du Bavarois De Wrede. Il ne prendra ses positions de bataille à Morvilliers que vers 10 heures.
Réserve : Maréchal Ney, Prince de la Moskowa. Avec les divisions de la Garde impériale Henri Rottembourg (4 900) à l'ouest de Beugné, Pierre Decouz (1 800) en arrière de Beugné et Meunier à l'est de Beugné. Enfin la division de cavalerie de la Garde impériale du général Defrance (800) est à Lesmont, couvrant la reconstruction du pont.
Napoléon, on l'a vu, ne cherche qu'à gagner du temps pour se replier sur Troyes par le pont de Lesmont. Déjà toute la journée du 31 janvier, Napoléon a craint une attaque des coalisés qui n'est jamais venue. Il espère donc ne pas avoir d'avantage à livrer bataille le 1er février mais il est tout de même contraint de prendre une position étendue et loin en avant de Brienne car c'est la seule qui lui permette de bloquer les débouchés de Trannes à La Rothière et ainsi éviter à l'armée coalisée de se déployer dans la plaine de Brienne et de profiter de son surnombre.

### L'armée coalisée
Commandant en chef : Feld-Maréchal Gebhard Leberecht von Blücher
Aile gauche : Général Ignácz Gyulay (commandant du 3e corps de l'armée de Bohême), avec les divisions d'infanterie Creneville (3 800), Hohenlohe (6 200) et Fresnel (ru) (10 000), est derrière Trannes. Il doit marcher sur la gauche de La Rothière.
Centre : le 2e corps de l'armée de Silésie du général Fabian Gottlieb von Osten-Sacken, avec les divisions Chtcherbatov (9 000) et Ivan Andreïevitch Lieven (ru) (7 000), est à droite de Trannes, sur la plateau et doit attaquer La Rothière avec le soutien des 7 000 cosaques de Vassiltchikov. Le 9e corps de l'armée de Silésie du général Olsoufiev, avec deux divisions russes (23 500), est en arrière de Trannes et doit soutenir le général Sacken dans son attaque sur La Rothière. La cavalerie des cosaques de Silésie Karpov (2 400) et Biron (2 000) entre Beaulieu et le bois de Beaulieu doit assurer la jonction avec la droite
Aile droite : le 4e corps de l'armée de Bohême du Prince Eugène de Wurtemberg, avec les troupes de Franquemont (12 400), est derrière Eclance et doit marcher sur Petit-Mesnil. Le 5e corps de l'armée de Bohême du général Carl Philipp von Wrede, avec la division Johann Maria Philipp Frimont (12 000) et Wrede (20 000), arrive par la route de Soulaines, à la poursuite du corps du Duc de Raguse sur Chaumesnil
Réserve : les grenadiers du 3e corps de la Garde impériale russe du général Nikolaï Raïevski (9 000) et la cavalerie de la garde russe de Vassili Klementievitch Kretov (3 000) sont à droite de Bossancourt et doivent servir de réserve pour les points menacés.
En seconde réserve, les gardes austro-russes du Général Barclay de Tolly (18 000) sont à Bar-sur Aube et le 1er corps de l'armée de Bohême du général Colloredo (de) (35 000) à Vendeuvre-sur-Barse ne participeront pas à la bataille.
Blücher dispose donc de 100 000 hommes et 27 000 cavaliers avec une réserve de 40 000 hommes. Ses troupes sont ramassées dans l'étroit défilé de Trannes de la sorte qu'elles ne pourront toutes combattre en même temps. Blücher sait qu'il n'a pas droit à l'erreur et ne veut prendre aucun risque. Il veut dans un premier temps chasser les Français de La Rothière et Petit-Mesnil afin de pouvoir dans un second temps se déployer face à Brienne où Blücher pense que se trouve le gros de l'armée française. Car Blücher surestime grossièrement la force de l'armée française. Il pense avoir plus de 80 000 hommes devant lui là où il n'y en a guère plus de 36 000. Le commandant prussien va donc donner l'ordre de prendre La Rothière et Petit-Mesnil pour l'après-midi du 1er février afin de préparer une grande bataille sur Brienne le lendemain.

## La bataille
On l’a vu, Blücher ne veut que repousser les Français de leurs positions en avant de Brienne afin de pouvoir déployer son armée dans la plaine pour la grande bataille qu’il ne prévoit que le lendemain. C’est pourquoi il ordonne que l’attaque ne commence qu'à midi précise et pas avant. Il veut attendre l’arrivée de De Wrede et celle des réserves. De son côté, Napoléon, qui espère toujours ne pas avoir à livrer bataille, se réjouit de voir qu’à 11 heures, les hostilités n’ont toujours pas commencé et que Marmont est déjà en position. La retraite va pouvoir commencer. La neige qui tombe abondamment couvrira le mouvement de repli. Napoléon donne aussitôt les ordres pour le départ. La Garde Impériale de Ney est mise en marche en direction de Lesmont. Les autres corps sont priés de rassembler leurs bagages. Mais un peu avant 12 heures, les avant-postes signalent un nombre important de colonnes qui marchent sur La Rothière. Napoléon se précipite aux avant-postes et, sans doute à la faveur d’une éclaircie, parvient à distinguer nettement le mouvement de l’armée ennemie. Plus question alors de se replier au risque de se faire attaquer pendant le passage du pont. Il ordonne à Ney de faire marche arrière au plus vite et de reprendre ses positions. Pour Napoléon, une attaque en début d’après-midi ne présage pas une grande offensive. Il va donc tenir la position et attendre la tombée de la nuit.
La bataille va se dérouler sur quatre points principaux : Gérard va affronter Giulay à Dienville, Victor va faire face à Sacken, Olsoufiev et Wurtemberg entre La Rothière et Petit-Mesnil et Marmont va devoir affronter De Wrede au niveau de Morvilliers.

### Combat de Dienville
Blücher ayant appris que Colloredo n’est pas encore arrivé à Vendeuvre-sur-Barse (il n’y arrivera qu’à 14 heures), sa manœuvre de diversion sur Dienville par la rive gauche de l’Aube est compromise. Il demande donc à Giulay de s’en charger en attaquant sur les deux rives à la fois. Pour cela, le général autrichien est obligé de s’emparer du petit pont d’Unienville, en avant de Dienville. Sur la rive gauche d’Unienville, les Français ne disposent que d’un poste d’avant-garde d’une cinquantaine d’hommes, sans artillerie. L’Autrichien ne veut toutefois pas prendre de risque et charge sa brigade Pflüger (6 300 hommes, 400 cavaliers et 4 canons) de s’emparer du pont. Le combat, qui commença vers 13 heures fut facile et l’avant-poste français vite replié sur Dienville (rive gauche). Voyant les Autrichiens tenter de déborder sa droite (pour peut être marcher sur Lesmont), Napoléon envoie la division Ricard (qui était en réserve derrière La Rothière) sur la rive gauche de l’Aube. La première brigade de la division Ricard (brigade Boudin) arrive la première et se retranche dans les quelques maisons qui bordent la rive gauche à hauteur du pont. La seconde brigade (Pellport) reste sur la rive droite, juste de l’autre côté du pont. Mais Boudin (environ 1 800 hommes) est aussitôt assailli par la brigade Pflüger. Les Français résistent et repoussent l’assaut. Il faut dire que les Autrichiens ne peuvent pas se déployer car ils sont pris entre l’Aube et le lac Amance. Profitant d’un instant de désordre dans la ligne ennemie, Boudin quitte ses retranchements pour partir à l’assaut du défilé. Les Autrichiens se replient en vitesse. Boudin est à son tour arrêté par le défilé.
Giulay est inquiet de cette contre-attaque soudaine. Vers 15 heures 30, il envoie la seconde brigade de la division Fresnelle (soit 5 400 hommes 400 cavaliers et 6 canons sur la rive gauche) en soutien de Pflüger. Boudin est vite débordé par le nombre et il ne doit son salut qu’à l’arrivée du restant de la division Ricard. À la même heure, Giulay fait avancer la division Hohenlohe (7 200 hommes, 1 000 cavaliers et 24 canons) contre Dienville sur la rive droite. Dufour dispose de seulement 3 400 hommes et de très peu d’artillerie car la disposition du terrain ne lui permet pas de déployer son artillerie en avant du village. À part deux canons dans le village, le reste est confiné à l’arrière. Mais les Français sont toutefois bien retranchés (grâce aux fortifications dressées à la hâte par les habitants) et parviennent à résister. Pendant tout le restant de la bataille, les 7 500 Français du Général Gérard ne vont pas lâcher un mètre de terrain malgré les assauts répétés des 20 000 Autrichiens. Gérard n’évacuera sa position qu’à minuit, sur ordre de l’Empereur, sans être inquiété par les Autrichiens qui ne se rendront compte du départ des Français que le lendemain matin.

### Combat de La Rothière
Sacken arrive en vue de La Rothière seulement vers 14 heures. Il déploie son corps et celui d’Olsoufiev, soutenus par la cavalerie de Vassiltchikov. Mais l’attaque de La Rothière ne débute qu’à 15 heures. Ne pouvant attaquer le village avec l’ensemble de ses forces réunies (23 000 hommes et 7 000 cavaliers), Sacken se décide à attaquer par vagues successives de 6 à 7 000 hommes chacune. La division Duhesme (forte de 4 200 hommes) parvient à repousser les différents assauts. Après chaque tentative infructueuse des Russes, les divisions de cavalerie Colbert et Guyot (1 630 cavaliers) lancent des charges contre les colonnes russes par la droite de la route et Piré (870) par la gauche. Et à chaque fois la cavalerie de Vassiltchikov est obligée de charger pour dégager l’infanterie russe. Et à chaque fois, les Russes repartent à l’assaut. La division Duhesme tient bon mais est à chaque fois un peu plus affaiblie.
Vers 16 heures, Blücher fait avancer une division de grenadiers et une de cuirassiers russes en soutien de Sacken. Celui-ci lance donc toutes ses forces à l’assaut de La Rothière. Vers 16 heures 45, il parvient à s’emparer de la moitié du village. Duhesme est contraint de se replier derrière l’église qui se trouve en arrière du village. La cavalerie de Colbert, Guyot et Piré lance une charge pour dégager l’infanterie française. Mais alors que la cavalerie part à l’assaut, elle est prise en flanc par les cuirassiers et la cavalerie de Vassiltchikov. Les cavaliers français sont taillés en pièces en une seule charge et seuls quelques débris parviennent à gagner Brienne-la-Vieille. La cavalerie russe continue sur sa lancée et part à la poursuite des cavaliers français sur Brienne. Les divisions Desnouettes et Briche tentent en vain de charger respectivement sur la droite et la gauche de la colonne de cavalerie ennemie. Mais leurs charges ne sont pas assez puissantes. Profitant de ce succès, Sacken renouvelle son assaut sur le nord de La Rothière. La division Duhesme est culbutée et est chargée par la cavalerie russe. Finalement, au bout de quelques minutes, la situation est stabilisée, en arrière de La Rothière, à la ferme de Beugné. La charge de cavalerie a coûté près de 2 000 hommes (dont 900 de cavalerie) et 18 canons aux Français. À 17 heures 30, les Russes et les Prussiens sont totalement maîtres de La Rothière. Leur offensive marque une pause sur cette partie du front.
À la tombée de la nuit vers 18 heures 30, Napoléon, qui s’est décidé à retraiter à plus vite, veut mener une attaque de diversion sur La Rothière pour donner le temps au reste du front de se dégager. C’est le duc de Reggio qui est chargé de cette mission avec pour seules troupes la division Rothembourg et le corps de cavalerie de Milhaud (4 900 hommes et 3 000 cavaliers). Mais au moment où la colonne se met en marche, les Russes tentent une sortie de La Rothière. Cette sortie vient s’échouer sur la division Duhesme qui parvient à repousser l’assaut. La cavalerie de Colbert parvient même à enfoncer plusieurs bataillons russes. C’est à ce moment qu’arrive la division Rothembourg qui vient culbuter les Russes jusque dans le village, sans toutefois dépasser l’église. La cavalerie de Milhaud se déporte sur la gauche pour tourner le village. Mais elle est prise en flanc par une brigade de cavalerie autrichienne venu de Petit-Mesnil en renfort des Russes. En pleine nuit, les cavaliers français n’ont pas vu venir les Autrichiens et sont culbutés. On perd encore une centaine de cavaliers et quatre canons. Pendant ce temps, Blücher repart à l’assaut du village avec le corps d’Olsoufiev et la division de grenadiers. Les Français se replient en bon ordre.
À 20 heures, la retraite générale commence. Napoléon charge Drouot de la réserve d’artillerie de la garde de bombarder le village et d’y mettre le feu. En quelques minutes, un déluge de feu s’abat sur les Russes qui évacuent le village qui commence à prendre feu. Vers 21 heures, le duc de Reggio replie la division Rothembourg et vient prendre position à Brienne. La cavalerie de Milhaud reste dans la plaine pour couvrir le mouvement.

### Combat du Petit-Mesnil
Vers midi, le prince de Wurtemberg fait attaquer l’avant-poste français qui se trouve en avant du bois de Beaulieu par 3 200 hommes. La cinquantaine de Français se replie en vitesse sur Petit-Mesnil. Blücher peut donc sans crainte déployer ses colonnes sur La Rothière et Petit-Mesnil. Vers 14 heures, Wurtemberg, qui a dû mettre son corps en colonne pour passer le défilé entre les étangs de Laborde et celui de Ramperut, lance son avant-garde à l’assaut de la Gibrie, sur le plateau en avant de Petit-Mesnil. C’est la brigade Stockmayer (4 800 hommes) qui est chargée de l’attaque, appuyée par une batterie et 900 cavaliers. Les 600 Français qui s’y trouvaient sont contraints de lâcher prise et se replient sur Petit-Mesnil aux alentours de 15 heures 30. Wurtemberg fait aussitôt déployer son corps sur le plateau. Mais le maréchal Victor, qui est venu en personne au Petit-Mesnil, rassemble toutes les troupes du plateau (les 600 qui se trouvaient à Gibrie, les 800 de Petit-Mesnil et les 600 de Chaumeuil). Il part à l’assaut des Autrichiens dont une partie seulement a pu prendre position en avant du défilé. Le village de la Gibrie est repris dans la foulée mais pas moyen de repousser les Autrichiens qui tiennent fermement la tête du défilé.
Wurtemberg est totalement paniqué. Étant toujours en bas du plateau, il n’a pas pu voir directement l’attaque des Français. Et il s’imagine que seul un assaut mené par plus de 15 000 hommes a pu chasser ses troupes du plateau. Il dépêche aussitôt deux aides de camp, un à Blücher et un à De Wrede, pour demander des renforts immédiats. Car son corps est coincé dans le défilé et son avant-garde menace de rompre à tout moment.
Blücher lui envoie vers 16 heures une division entière de grenadiers de la garde (10 200 hommes) au secours du prince de Wurtemberg. Le général De Wrede y dépêcha une seule brigade (de la division Delamotte soit tout de même 4 500 hommes). Mais De Wrede fut surtout contraint de diriger son attaque sur Chaumeuil afin de menacer de flanc les troupes qui se trouvent sur le plateau et que tout le monde croit être de plus de dix mille hommes et ainsi compromettre sa mission principale qui est de déborder la gauche française.
Rassuré par tant de renforts, Wurtemberg repart à l’attaque vers 16 heures trente. Et la brigade Stockmayer, celle-là même qui luttait à l’avant du défilé, parvient à elle seule à reprendre le village de la Gibrie. Victor, qui se voit menacé sur ces deux flancs (les villages de La Rothière et de Chaumeuil sont aux mains des coalisés depuis 17 heures), décide de ne pas repartir à l’assaut et se barricade dans Petit-Mesnil. Wurtemberg en profite pour déployer son corps sur le plateau en avant du village. Le combat se limita sur ce point alors à une forte canonnade suivie d’un assaut plus symbolique que déterminé sur Petit-Mesnil. Il fut repoussé sans surprise.
Vers 20 heures, Victor replie ses deux divisions (de Petit-Mesnil et de La Rothière) vers Beugné sans être inquiété.

### Combat de Morvilliers
Marmont, qui n’est arrivé sur le champ de bataille qu’à dix heures, a fait prendre à ses troupes les positions suivantes : la brigade Joubert (2 000 hommes, 500 cavaliers, 12 canons) à La Chaise, sur la route de Soulaines. Le reste de son corps (2 600 hommes et 1 300 cavaliers) sont retranchés dans Morvilliers. À midi, la colonne du général De Wrede arrive à Soulaines. Sans perdre une seule seconde, il envoie les Autrichiens de Frimont (9 000 hommes et 4 300 cavaliers) contre la ligne française. À 13 heures, le combat fait rage à La Chaise. Mais très vite Joubert est contraint de se replier. Dans sa retraite, Joubert est attaqué par une charge de huit escadrons de uhlans (1 400 cavaliers). La confusion gagne sa petite colonne et huit pièces d’artillerie tombent entre les mains des Autrichiens. Très vite Joubert contre-attaque et les canonniers parviennent à reprendre quatre canons.
À 14 heures, entendant le combat s’allumer de vive force sur La Rothière et les hauteurs de Petit-Mesnil, Marmont décide de se rapprocher de cette dernière position. Il envoie la brigade Joubert sur Chaumesnil et donne l’ordre aux troupes de Morvilliers de partir pour cette position. Mais au même moment, Frimont fait attaquer le passage du ruisseau par la division Hardeg (2 700 hommes et 2 400 cavaliers). Malgré les positions retranchées construites à la hâte par les habitants durant la nuit, les tirailleurs de Marmont sont repoussés. La manœuvre sur Chaumesnil est compromise. La cavalerie de Doumère tente plusieurs charges sur les Autrichiens mais aucune ne parvient à les enfoncer. Vers 16 heures, le combat devient stationnaire sur cette partie du front. Marmont tient les deux villages de Chaumesnil et de Morvilliers. Les divisions Hardeg et Spleny ne parviennent pas à en déloger les Français.
À 16 heures trente, la division bavaroise Delamotte arrive sur le champ de bataille. De Wrede, qui reçoit au même moment l’avis du prince de Wurtemberg qui demande des secours sur Petit-Mesnil, décide de porter l’attaque principale sur Chaumesnil. Il abandonne sa mission principale qui était de tourner la gauche française par Morvilliers pour se porter au secours des Wurtembergeois. La division Rechberg (8 000 hommes) doit se porter face au village pendant que la division Spleny (6 000 hommes) doit tourner cette position en se glissant entre le village et le bois d’Anjou. La division Hardeg (2 700) et la 1re brigade de la division Delamotte (4 500) doivent lancer une diversion sur Morvilliers. La 2de brigade Delamotte (4 500) doit se porter directement sur la Gibrie appuyée par près de 2 500 cavaliers. Une première charge de 3 500 Autrichiens est repoussée de Chaumesnil. Mais très vite de nouveaux assauts toujours plus nombreux vont contraindre Joubert à se replier à la tête du bois d’Anjou. Il parvient à tenir cette position malgré les charges furieuses des Austro-Bavarois. Marmont, qui voit Chaumesnil aux mains des coalisés, ne peut plus prendre le risque de défendre Morvilliers à outrance. Il replie donc ses troupes pour rejoindre Joubert.
À 17 heures 30, la position de l’armée française est très périlleuse. Les Bavarois peuvent à tout moment déboucher de Chaumesnil à travers champ, contourner les positions françaises de Petit-Mesnil et La Rothière pour tomber dans le dos des Français. Marmont, qui se trouverait ainsi coupé du reste de l’armée, ne pourrait pas venir en soutien. Napoléon ordonne aussitôt à la cavalerie Guyot (750), appuyée par une brigade de la division Meunier (1 500) et une batterie de douze pièces d’artillerie, de s’emparer de Chaumesnil. La colonne française est accueillie par une batterie de seize pièces autrichiennes qui oblige l’artillerie française à rester à couvert. Une charge de 2 500 cavaliers autrichiens et bavarois vient enfoncer la cavalerie de Guyot et s’empare de sept canons. L’infanterie de Meunier parvient toutefois à rétablir la situation et sur ce point le combat devient stationnaire, en grande partie grâce à la tombée de la nuit. De son côté, Marmont tient toujours sa position en avant du bois d’Anjou, empêchant ainsi les coalisés de déboucher sur Brienne.
À 21 heures, Marmont et Meunier se replient, le premier à la gauche de Brienne, le second en arrière de cette ville.

## Conséquences

### Constat immédiat
Dans la nuit du 1er au 2 février, l'armée française se replie en deux blocs : Napoléon avec le gros de l'armée franchit l'Aube par le pont de Lesmont et file en direction de Troyes. Marmont lui se replie sur Rosnay-l'Hôpital derrière la Voire. Le 2 février au matin, Blücher continue d'appliquer son plan et lance la deuxième phase : le déploiement dans la plaine de Brienne. Et c'est à sa plus grande surprise qu'il découvre le champ de bataille entièrement évacué par les Français. Il lance sa cavalerie à la poursuite des Français et quelques accrochages auront lieu du côté de Lesmont et des combats plus sérieux se dérouleront à Rosnay où Marmont dispute le passage de la Voire.
Plus de 800 Français gisent sur le champ de bataille, 3 200 sont blessés (dont 1 400 grièvement seront faits prisonniers) et un peu plus d’un millier sont faits prisonniers. De leur côté les coalisés ont perdu 6 000 hommes selon leurs rapports mais leur perte réelle est vraisemblablement de plus de 8 000.

### Résultat global
Les historiens et stratèges sont divisés sur le résultat de la bataille : certains considèrent que les coalisés étant maîtres du terrain à la fin de la journée, ce sont logiquement eux les vainqueurs. D’autres estiment que si Napoléon est parvenu à sauver son armée et à gagner Troyes, alors il faut parler d’échec pour les coalisés. D’autres enfin, se contentant de compter les cadavres dans chaque camp, crient à la victoire française.  Qu'elle soit considérée comme victoire ou défaite, elle ne permit ni à Napoléon d’arrêter la marche des coalisés sur Paris ni aux coalisés de détruire l’armée française. Le résultat de la bataille appelait forcément une seconde bataille plus en arrière, qui, elle, serait décisive pour un camp ou un autre. En tout cas, au soir de la bataille, les généraux coalisés surestiment leur victoire (la bataille de La Rothière est appelée bataille de Brienne en Allemagne et en Russie, et certains la comparent à la bataille de Leipzig). Après la bataille, ils n'ont plus qu'une idée en tête : arriver à Paris, sans même se soucier de ce que fait l'armée française qu'ils jugent abattue. Blücher va même jusqu'à se séparer de l'armée de Bohême pour marcher plus directement sur Paris. C'est cette division des deux armées coalisées à la suite de la bataille de La Rothière qui va permettre à Napoléon d'infliger de sérieux revers aux coalisés.

### Notoriété
Un odonyme local (rue du Premier-Février-1814 à La Rothière) rappelle cet événement. Il existe aussi une "Briennerstrasse" à Munich.